# Piotr Domalewski

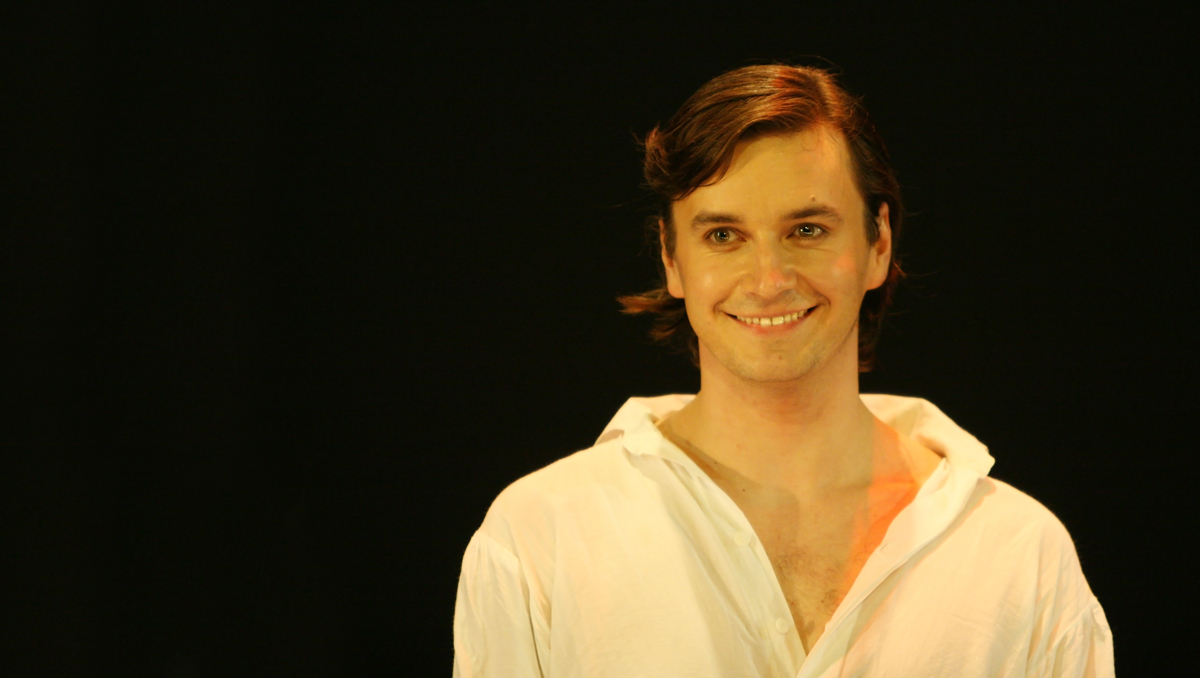
Piotr Domalewski, 2009

Piotr Domalewski (* 17. April 1983 in Łomża) ist ein polnischer Theater- und Filmschauspieler, Filmregisseur und Drehbuchautor.

## Leben
Piotr Domalewski wurde 1983 in Łomża geboren, wo er auch aufwuchs. Nach dem Abitur wurde er an der Aleksander-Zelwerowicz-Akademie für Schauspielkunst in Białystok aufgenommen und begann sein Studium des Puppenspiels. Nach seinem Abschluss setzte er seine Ausbildung bis 2009 an der Fakultät für Schauspiel an der Nationalen Akademie für Theaterkunst in Krakau fort. Als Schauspieler trat er im Wybrzeże-Theater auf und arbeitete mit Regisseuren wie Anna Augustynowicz, Grzegorz Wiśniewski und Ewelina Marciniak zusammen. Von 2009 bis 2012 war er in insgesamt 53 Folgen der Fernsehserie Barwy szczescia zu sehen.
Später bewarb er sich an der Fakultät für Radio und Fernsehen der Schlesischen Universität, um Regie zu studieren. Zu dieser Zeit drehte er den Kurzfilm Stranger, eine Adaption von Robert Musils Der Mann ohne Eigenschaften. Domalewskis Spielfilmdebüt Silent Night (auch Cicha noc) wurde 2017 beim Polnischen Filmfestival in Gdynia mehrfach ausgezeichnet, so als bester Film. Domalewskis zweiter Spielfilm I Never Cry (auch Jak najdalej stad) feierte im September 2020 seine Premiere. Sein Film Operation Hyakinthos, der die von den Sicherheitsdiensten der Volksrepublik Polen in den 1980er Jahren organisierte Operation „Hyacinth“ aufgreift, die sich gegen die schwule Community des Landes richtete, wurde August 2021 beim New Horizons International Film Festival und im September 2021 beim Polnischen Filmfestival Gdynia im Hauptwettbewerb vorgestellt, bevor er im Oktober 2021 in das Programm von Netflix aufgenommen wird.

## Filmografie
- 2009–12: Barwy szczescia (Fernsehserie, 53 Folgen)
- 2011: 80 milionów
- 2014: Zblizenia
- 2015: Dibbuk – Eine Hochzeit in Polen (Dibbuk)
- 2016: Historia Roja
- 2016: Zle uczynki (Kurzfilm, Regie und Drehbuch)
- 2017: 60 kilo niczego (Kurzfilm, Regie und Drehbuch)
- 2019: Der Ausflug (Wycieczka)
- 2020: Maly zgon (Fernsehserie, Drehbuch bei 10 Folgen)
- 2020: I Never Cry (Jak najdalej stad, Regie und Drehbuch)
- 2020: Sexify (Fernsehserie, auch Regie und Drehbuch)
- 2021: Ostatnia akcja (Kurzfilm, Regie und Drehbuch)
- 2021: Operation Hyakinthos (Regie)

## Auszeichnungen (Auswahl)
Polnisches Filmfestival Gdynia
- 2015: Nominierung als Bester Film für den Lucjan Bokinc Award im Young Cinema Competition (Chwila)
- 2016: Nominierung als Bester Film für den Lucjan Bokinc Award im Young Cinema Competition (Zle uczynki)
- 2017: Auszeichnung als Bester Film für den Goldenen Löwen (Cicha noc)
- 2017: Auszeichnung als Bester Film mit dem Journalists Award (Cicha noc)
- 2017: Auszeichnung als Bester Spielfilm mit dem Youth Jury Award (Cicha noc)
- 2017: Nominierung als Bester Kurzfilm (60 kilo niczego)
- 2020: Auszeichnung für das Beste Drehbuch (I Never Cry)
- 2020: Auszeichnung als Bester Film mit dem Golden Kangaroo (I Never Cry)
- 2020: Nominierung als Bester Film für den Goldenen Löwen (I Never Cry)
- 2021: Auszeichnung als Bester Film mit dem Golden Clapper (Operation Hyakinthos)
- 2021: Nominierung als Bester Film für den Goldenen Löwen (Operation Hyakinthos)[4]